# Campeonato argentino de ajedrez
El Campeonato argentino de ajedrez es una competición organizada por la Federación Argentina de Ajedrez para definir al campeón de ajedrez de Argentina. Desde 1921 se organiza en la categoría absoluta, y desde 1938 en la categoría femenina.
Las modalidades en las cuales se disputa el campeonato argentino de ajedrez son:
- Campeonato argentino individual absoluto
- Campeonato de Argentina individual femenino
- Campeonato de Argentina individual juvenil
- Campeonato de Argentina individual juvenil femenino

## Campeonato argentino individual absoluto
El Campeonato de ajedrez individual absoluto es una competencia que se celebra anualmente en la Argentina desde el año 1921 para determinar el campeón nacional de ajedrez. Hasta el año 1941 el campeonato fue organizado siguiendo la fórmula del encuentro directo entre el campeón reinante y un aspirante, que normalmente era el vencedor del Torneo Mayor (este match generalmente se celebraba al año siguiente). En los años 1924, 1925 y 1927 el campeón reinante revalidó el título sin encuentro oficial. A partir de 1942 el vencedor del Torneo Mayor era considerado directamente como campeón. Hasta 1952 el campeón surgido de esta manera podía ser desafiado en match por el campeón anterior. A partir del año 1953 se pasó a la fórmula del torneo por invitación con sistema de todos contra todos, aunque en numerosos casos se jugó con el sistema suizo.

## Tabla del Campeonato de Argentina individual absoluto
| Edición         | Año  | Sede                            | Campeón              | Notas |
| --------------- | ---- | ------------------------------- | -------------------- | --- |
| I (1.º)         | 1921 | Buenos Aires                    | Damián Reca          | Torneo. Reca ganó un desempate con Benito Villegas, disputado en 2015. |
| II              | 1922 | Buenos Aires                    | Benito Villegas      | Match contra Lizardo Molina Carranza, disputado en 1923 (el campeón Damián Reca desistió del desafío)                                                                        |
| III             | 1923 | Buenos Aires                    | Damián Reca          | Match contra Benito Villegas, disputado en 1924 |
| IV              | 1924 |                                 | Damián Reca          | El desafiante Grau desistió del match |
| V               | 1925 |                                 | Damián Reca          | No hubo desafiante |
| VI              | 1926 | Buenos Aires                    | Roberto Grau         | Match contra Damián Reca |
| VII             | 1927 |                                 | Roberto Grau         | El desafiante Reca desistió del match |
| VIII (7.º)      | 1928 | Buenos Aires                    | Roberto Grau         | Match contra Isaías Pleci, disputado en 1929 |
| IX (8.º)        | 1929 | Buenos Aires                    | Isaías Pleci         | Match contra Roberto Grau, disputado en 1930 |
| X (9.º)         | 1930 | Buenos Aires                    | Isaías Pleci         | Match contra Virgilio Fenoglio, disputado en 1931 |
| XI (10.º)       | 1931 | Buenos Aires                    | Jacobo Bolbochán     | Match contra Isaías Pleci |
| XII (11.º)      | 1932 | Buenos Aires                    | Jacobo Bolbochán     | Match contra Isaías Pleci |
| XIII (12.º)     | 1933 | Buenos Aires                    | Luis Piazzini        | Match contra Jacobo Bolbochán |
| XIV (13º)       | 1934 | Buenos Aires                    | Roberto Grau         | Match contra Luis Piazzini, disputado en 1935 |
| XV (14.º)       | 1935 | Buenos Aires                    | Roberto Grau         | Match contra Jacobo Bolbochán, disputado en 1936 |
| XVI (15.º)      | 1936 | Buenos Aires y Santa Fe         | Carlos Guimard       | Match contra Roberto Grau, disputado en 1937 |
| XVII (16.º)     | 1937 | Buenos Aires, Necochea y Tandil | Carlos Guimard       | Match contra Luis Piazzini, disputado en 1938 |
| XVIII (17.º)    | 1938 | La Plata                        | Roberto Grau         | Match contra Carlos Guimard, disputado en 1939 |
| XIX (18.º)      | 1939 | Buenos Aires?                   | Carlos Maderna       | Match contra Luis Piazzini, disputado en 1940 |
| XX (19.º)       | 1940 | La Plata                        | Carlos Guimard       | Match contra Carlos Maderna, disputado en 1941 |
| XXI (20.º)      | 1941 | Buenos Aires y Nueve de Julio   | Héctor Rossetto      | Match contra Carlos Guimard, disputado en 1942 |
| XXII (21.º)     | 1942 | Buenos Aires                    | Herman Pilnik        | Torneo |
| XXIII (22.º)    | 1943 | Buenos Aires                    | Juan Iliesco         | Torneo. Primero Gideon Stahlberg, fuera de concurso |
| XXIV (23.º)     | 1944 | Buenos Aires                    | Héctor Rossetto      | Torneo. Desafiado por el anterior campeón, Juan Iliesco, retuvo el título en un match disputado en Nueve de Julio y Buenos Aires en marzo de 1945                            |
| XXV (24.º)      | 1945 | Buenos Aires                    | Herman Pilnik        | Torneo. Desafiado por el anterior campeón, Héctor Rossetto, retuvo el título en un match disputado en Bahía Blanca en septiembre de 1946                                     |
| XXVI (25.º)     | 1946 | Buenos Aires                    | Julio Bolbochán      | Torneo |
| XXVII (26.º)    | 1947 | Buenos Aires                    | Héctor Rossetto      | Torneo |
| XXVIII (27.º)   | 1948 | Buenos Aires                    | Julio Bolbochán      | Torneo. Desafiado por el anterior campeón, Héctor Rossetto, retuvo el título en un match disputado en Buenos Aires                                                           |
| XXIX (28.º)     | 1949 | Buenos Aires                    | Miguel Najdorf       | Torneo. Desafiado por el anterior campeón, Julio Bolbochán, retuvo el título en un match disputado en Buenos Aires y La Plata en diciembre de 1949-enero 1950                |
| XXX             | 1950 | Buenos Aires                    | Carlos Maderna       | Ganó un triangular de desempate con Jacobo Bolbochán y Enrique Reinhardt en 1951                                                                                             |
| XXXI            | 1951 | Buenos Aires                    | Miguel Najdorf       | Torneo |
| XXXII           | 1952 | Buenos Aires                    | Rubén Shocron        | Torneo, disputado entre diciembre de 1952 y enero de 1953. Desafiado por el anterior campeón, Miguel Najdorf, perdió el título en un match                                   |
|                 | 1952 | Buenos Aires                    | Miguel Najdorf       | Desafió a Shocrón y lo venció en un match disputado en febrero de 1953 |
| XXXIII          | 1953 | Buenos Aires                    | Oscar Panno          | |
| XXXIV (33.º)    | 1955 | Buenos Aires                    | Miguel Najdorf       | |
| XXXV            | 1956 | Buenos Aires                    | Raúl Sanguineti      | |
| XXXVI           | 1957 | Buenos Aires                    | Raúl Sanguineti      | |
| XXXVII          | 1958 | Buenos Aires                    | Herman Pilnik        | |
| XXXVIII         | 1959 | Buenos Aires                    | Bernardo Wexler      | |
| XXXIX           | 1960 | Buenos Aires                    | Miguel Najdorf       | |
| XL (39°)        | 1961 | Buenos Aires                    | Héctor Rossetto      | Torneo |
| XLI             | 1962 | Buenos Aires                    | Raúl Sanguineti      | |
| XLII            | 1963 | Buenos Aires                    | Raimundo García      | Ganó un desempate con Samuel Schweber y Juan Carlos Klein (que a su vez se resolvió en un match desempate entre García y Schweber disputado en diciembre de 1963-enero 1964) |
| XLIII (42°)     | 1964 | Buenos Aires                    | Miguel Najdorf       | |
| XLIV (43.º)     | 1965 | Buenos Aires                    | Raúl Sanguineti      | |
| XLV (44.º)      | 1966 | Buenos Aires                    | Miguel Quinteros     | |
| XLVI (45.º)     | 1967 | Mar del Plata                   | Miguel Najdorf       | Tres zonas y final, disputado en marzo de 1968 |
| XLVII (46.º)    | 1968 | Buenos Aires                    | Raúl Sanguineti      | Suizo. Disputado en enero de 1969. Sanguineti ganó un desempate con Samuel Schweber disputado en Mercedes en septiembre-octubre de 1969                                      |
| XLVIII          | 1969 | Buenos Aires                    | Carlos Juárez        | Suizo. Juárez ganó un desempate con Raimundo García disputado en abril de 1970                                                                                               |
| XLIX            | 1971 | Buenos Aires                    | Jorge Rubinetti      | Suizo |
| L               | 1972 | Buenos Aires                    | Héctor Rossetto      | Tres zonas y final |
| LI              | 1973 | Santa Fe                        | Raúl Sanguineti      | Ganó un desempate con Roberto Debarnot |
| LII (51.º)      | 1974 | Caseros                         | Raúl Sanguineti      | |
| LIII (52.º)     | 1975 | Buenos Aires                    | Miguel Najdorf       | Ganó por Sonneborn Berger a Oscar Panno |
| LIV             | 1976 | Buenos Aires                    | Jorge Szmetan        | |
| LV (54.º)       | 1978 | Buenos Aires                    | Jaime Emma           | Ganó un desempate con Daniel Cámpora disputado en San Nicolás |
| LVI (55°)       | 1980 | Quilmes                         | Miguel Quinteros     | Suizo |
| LVII (56°)      | 1982 | La Plata                        | Jorge Rubinetti      | Ganó un desempate con Juan Carlos Hase, Jorge Gómez Baillo, Luis Bronstein y Daniel Cámpora disputado en mayo de 1983 en Catamarca                                           |
| LVIII (57°)     | 1983 | Buenos Aires                    | Jorge Gómez Baillo   | Ganó un desempate con Marcelo Tempone disputado en abril-mayo de 1984 en Corrientes                                                                                          |

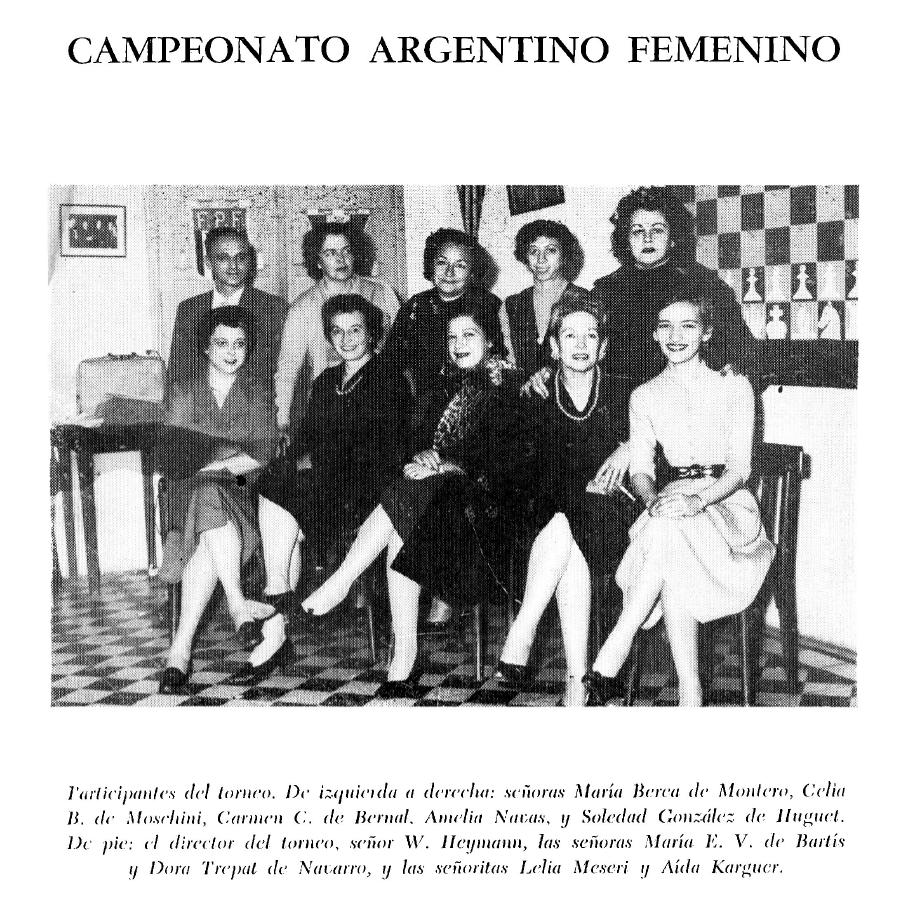
Campeonas y jugadoras argentinas - Revista AJEDREZ Nº 52 - Agosto 1958 - Pág. 271.

| LIX             | 1984 | Buenos Aires                    | Gerardo Barbero      | |
| LX              | 1985 | Buenos Aires                    | Oscar Panno          | |
| LXI (60.º)      | 1986 | Buenos Aires                    | Daniel Cámpora       | |
| LXII (61.º)     | 1987 | Salta                           | Marcelo Tempone      | |
| LXIII (62.º)    | 1988 | Buenos Aires                    | Jorge Rubinetti      | |
| LXIV            | 1989 | Buenos Aires                    | Daniel Cámpora       | |
| LXV (64°)       | 1990 | Potrero de los Funes (San Luis) | Guillermo Soppe      | Cerrado. Ganó un desempate con Marcelo Tempone |
| LXVI (65.º)     | 1991 | Buenos Aires                    | Jorge Rubinetti      | Cerrado |
| LXVII (66.º)    | 1992 | La Plata                        | Oscar Panno          | Cerrado |
| LXVIII          | 1993 | Rosario                         | Hugo Spangenberg     | Suizo, disputado en febrero de 1994 |
| LXIX (68.º)     | 1994 | Buenos Aires                    | Pablo Ricardi        | Suizo |
| LXX (69.º)      | 1995 | Presidencia Roque Sáenz Peña    | Pablo Ricardi        | Cerrado. Ricardi ganó un desempate con Ariel Sorín |
| LXXI            | 1996 | Presidencia Roque Sáenz Peña    | Pablo Ricardi        | Cerrado |
| LXXII (71.º)    | 1997 | Buenos Aires                    | Guillermo Malbrán    | Cerrado, disputado en abril de 1998 |
| LXXIII (72.º)   | 1998 | Villa Martelli                  | Pablo Ricardi        | Cerrado |
| LXXIV (73.º)    | 1999 | Buenos Aires                    | Pablo Ricardi        | Cerrado |
| LXXV (74.º)     | 2000 | Buenos Aires                    | Ariel Sorín          | Cerrado |
| LXXVI           | 2001 | Pinamar                         | Rubén Felgaer        | Cerrado, disputado en marzo de 2002. Felgaer ganó un desempate con Fernando Peralta                                                                                          |
| LXXVII          | 2002 | Buenos Aires                    | Martín Labollita     | Abierto. Labollita ganó un desempate con Sergio Slipak |
| LXXVIII (77.º)  | 2003 | Caseros                         | Guillermo Soppe      | Abierto |
| LXXIX (79.º)    | 2004 | Buenos Aires                    | Ariel Sorín          | Abierto |
| LXXX (80.º)     | 2005 | Los Polvorines                  | Diego Flores         | Cerrado. Flores ganó un desempate con Pablo Ricardi |
| LXXXI (81.º)    | 2006 | San Luis                        | Fernando Peralta     | Cerrado |
| LXXXII (82.º)   | 2007 | Mendoza                         | Rubén Felgaer        | Cerrado, disputado en mayo de 2008. Felgaer ganó un triangular de desempate con Fernando Peralta y Diego Valerga                                                             |
| LXXXIII (83.º)  | 2008 | La Plata                        | Rubén Felgaer        | Cerrado |
| LXXXIV (84.º)   | 2009 | La Plata                        | Diego Flores         | Cerrado |
| LXXXV (85.º)    | 2010 | Buenos Aires                    | Rubén Felgaer        | Abierto |
| LXXXVI (86.º)   | 2011 | La Plata                        | Martín Lorenzini     | Abierto, disputado en julio de 2012 |
| LXXXVII (87.º)  | 2012 | Villa Martelli                  | Diego Flores         | Abierto, disputado en abril de 2013 |
| LXXXVIII (88.º) | 2013 | Chaco                           | Diego Flores         | Cerrado. Flores ganó un desempate rápido con Fernando Peralta |
| LXXXIX (89.º)   | 2014 | Chaco                           | Rubén Felgaer        | Cerrado. Felgaer ganó un desempate rápido con Federico Pérez Ponsa |
| XC              | 2015 | Villa Martelli                  | Sandro Mareco        | Cerrado |
| XCI             | 2016 | Villa Martelli                  | Diego Flores         | Cerrado |
| XCII            | 2017 | Ramos Mejía                     | Diego Flores         | Cerrado |
| XCIII           | 2018 | Villa Martelli y Buenos Aires   | Fernando Peralta     | Cerrado |
| XCIV            | 2019 | Tigre                           | Diego Flores         | Cerrado |
| XCV             | 2020 | Villa Martelli                  | Fernando Peralta     | Cerrado |
| XCVI            | 2021 | Buenos Aires                    | Federico Pérez Ponsa | Abierto. Disputado en junio de 2022. Perez Ponsa ganó un desempate con Ariel Sorín y Leonardo Tristán                                                                        |
| XCVII           | 2022 | Bariloche                       | Fernando Peralta     | Cerrado |
| XCVIII (98.º)   | 2023 | Buenos Aires                    | Fernando Peralta     | |
| XCIX (99.º)     | 2024 | Buenos Aires                    | Sandro Mareco        | |

## Tabla del Campeonato de Argentina individual femenino[42]
| Ed.     | Año  | Sede                                   | Campeona                        | Notas |
| ------- | ---- | -------------------------------------- | ------------------------------- | --- |
|         | 1935 | Buenos Aires                           | Dora Trepat de Navarro          | No oficial - Campeonato del Club Jaque Mate                                                                                      |
|         | 1936 | Buenos Aires                           | Dora Trepat de Navarro          | No oficial - Campeonato del Club Jaque Mate                                                                                      |
|         | 1937 | Buenos Aires                           | Dora Trepat de Navarro          | No oficial - Campeonato del Club Jaque Mate                                                                                      |
|         | 1938 | Buenos Aires                           | Dora Trepat de Navarro          | No oficial - Campeonato del Club Jaque Mate                                                                                      |
| I       | 1939 | Buenos Aires                           | Dora Trepat de Navarro          | 2.ª María Angélica Berea - 3.ª María Villegas - Primer Campeonato Argentino                                                      |
| II      | 1940 | Buenos Aires                           | Dora Trepat de Navarro          | Venció a su desafiante Josefina González Vega 4 a 2.                                                                             |
| IV      | 1941 | Buenos Aires                           | Dora Trepat de Navarro          | Venció a su desafiante Electra Bilbao.                                                                                           |
| V       | 1942 | Buenos Aires                           | Dora Trepat de Navarro          | Venció a su desafiante Silvia Gerding 4 a 0.                                                                                     |
| VI      | 1948 | Buenos Aires                           | Paulette Schwartzmann           | |
| VII     | 1949 | Buenos Aires                           | Paulette Schwartzmann           | |
| VIII    | 1950 | Buenos Aires                           | Paulette Schwartzmann           | |
| IX      | 1951 | Buenos Aires                           | María Angélica Berea de Montero | 2.ª Dora Trepat de Navarro - 3.ª Margarita López Mansilla                                                                        |
| IX bis  | 1952 | Buenos Aires                           | Paulette Schwartzmann           | Desafió a la campeona, María Angélica Berea de Montero, y ganó el match realizado en julio por 4,5-3,5.                          |
| X       | 1952 | Buenos Aires                           | Dora Trepat de Navarro          | 2.ª María Elena V. de Bartis - 3.ª Carmen Soto de Bernal                                                                         |
| X bis   | 1953 | Buenos Aires                           | Paulette Schwartzmann           | Venció a Dora Trepat de Navarro 5,5-4,5 en match realizado en mayo (no está claro quién es la campeona y quién es la desafiante) |
| XI      | 1953 | Buenos Aires                           | Celia Baudot de Moschini        | 2.ª Dora Trepat de Navarro - 3.ª Zulema B. Colman                                                                                |
| XII     | 1954 | Buenos Aires                           | Soledad González de Huguet      | 2.ª María E. V. de Bartis - 3.ª Carmen Soto de Bernal                                                                            |
| XIII    | 1955 | Buenos Aires                           | Odile L. de Heilbronner         | 2.ª María E. V. de Bartís - 3.ª Dora Trepat de Navarro                                                                           |
| XIV     | 1956 | Buenos Aires                           | Soledad González de Huguet      | 2.ª María Angélica Berea de Montero - 3.ª Celia Baudot de Moschini                                                               |
| XV      | 1957 | Buenos Aires                           | Celia Baudot de Moschini        | 2.ª Dora Trepat de Navarro Dora - 3.ª Amelia Pérez de Navas                                                                      |
| XVI     | 1958 | Buenos Aires                           | Celia Baudot de Moschini        | 2.ª Carmen C. S. de Bernal - 3.ª Dora Trepat de Navarro                                                                          |
| XVII    | 1959 | Buenos Aires                           | Dora Trepat de Navarro          | 2.ª Soledad González de Huguet - 3.ª Tránsito R. Rodríguez                                                                       |
| XVIII   | 1960 | Buenos Aires                           | Dora Trepat de Navarro          | 2.ª Aída Karguer - 3.ª Soledad González de Huguet                                                                                |
| XIX     | 1961 | Buenos Aires                           | Aída Karguer                    | 2.ª Dora Trepat de Navarro - 3.ª Celia Baudot de Moschini                                                                        |
| XX      | 1962 | Buenos Aires                           | Celia Baudot de Moschini        | 2.ª Karguer, Aída - 3.ª Ernestina Vergara de Bazán                                                                               |
| XXI     | 1963 | Buenos Aires                           | Celia Baudot de Moschini        | 2.ª Soledad González de Huguet - 3.ª María Berea de Benko                                                                        |
| XXII    | 1964 | Buenos Aires                           | Dora Trepat de Navarro          | 2.ª María V. de Bartis - 3.ª Soledad González de Huguet                                                                          |
| XXIII   | 1965 | Buenos Aires                           | Aída Karguer                    | 2.ª Celia Baudot de Moschini - 3.ª Amelia Pérez de Navas                                                                         |
| XXIV    | 1968 | Buenos Aires                           | Celia Baudot de Moschini        | 2.ª Silvia Kot - 3.ª Aída Karguer                                                                                                |
| XXV     | 1969 | S. M. de Tucumán                       | Aída Karguer                    | 2.ª Julia Arias - 3.ª Zulema Colman                                                                                              |
| XXVI    | 1971 | Río Ceballos (Córdoba)                 | Aída Karguer                    | 2.ª - Silvia Kot - 3.ª Matilde Cazón                                                                                             |
| XXVII   | 1974 |                                        | Julia Arias                     | |
| XXVIII  | 1975 | Mar del Plata (Buenos Aires)           | Julia Arias                     | 2° Alejandra Tadei |
| XXIX    | 1976 | Buenos Aires                           | Julia Arias                     | 2° Edith Soppe |
| XXX     | 1977 |                                        | Julia Arias                     | |
| XXXI    | 1978 |                                        | Virginia Justo                  | |
| XXXII   | 1979 | Rafaela (Santa Fe)                     | Edith Soppe                     | 2° Virginia Justo |
| XXXIII  | 1980 | Quilmes (Buenos Aires)                 | Edith Soppe                     | 2° Julia Lebel-Arias |
| XXXIV   | 1981 | Mendoza                                | Edith Soppe                     | 2° Liliana Burijovich |
| XXXV    | 1982 | Posadas (Misiones)                     | Virginia Justo                  | 2° Marina Rizzo |
| XXXVI   | 1983 | S. S. de Jujuy                         | Virginia Justo                  | 2° Ada Vaschetti |
| XXXVII  | 1984 | Mendoza                                | Virginia Justo                  | 2° Marina Rizzo |
| XXXVIII | 1985 | San Justo (Buenos Aires)               | Claudia Amura                   | 2° Carla Herrera |
| XXXIX   | 1986 | R. de Escalada (Buenos Aires)          | Liliana Burijovich              | 2° Claudia Amura |
| XL      | 1987 | Lib. Gral. San Martín, Ledesma (Jujuy) | Claudia Amura                   | 2° Sandra Villegas |
| XLI     | 1988 | Buenos Aires                           | Claudia Amura                   | 2° Liliana Burijovich |
| XLII    | 1989 | Buenos Aires                           | Claudia Amura                   | 2° Liliana Burijovich |
| XLIII   | 1990 |                                        | Liliana Burijovich              | |
| XLIV    | 1991 |                                        | Liliana Burijovich              | |
| XLV     | 1992 |                                        | Sandra Villegas                 | 2° Liliana Burijovich |
| XLVI    | 1993 | Tupungato (Mendoza)                    | Mariana Cheratti                | 2° Laura Herrera |
| XLVII   | 1994 |                                        | Gabriela López                  | |
| XLVIII  | 1995 |                                        | Elisa Maggiolo                  | |
| XLiX    | 1996 |                                        | Sandra Villegas                 | 2° Elisa Maggiolo |
| L       | 1997 | Cutral-Co (La Pampa)                   | Elisa Maggiolo                  | 2° Laura Herrera |
| LI      | 1998 | Cutral-Co (La Pampa)                   | Sabrina Hernandez Penna         | 2° Laura Herrera |
| LII     | 1999 | Concepción del Uruguay (Entre Ríos)    | Liliana Burijovich              | 2° Marisa Zuriel |
| LIII    | 2000 | Buenos Aires                           | Carolina Luján                  | 2° Elisa Maggiolo |
| LIV     | 2001 | Tandil (Buenos Aires)                  | Carolina Luján                  | 2° Elisa Maggiolo |
| LV      | 2002 | Esperanza (Santa Fe)                   | Anahí Meza                      | 2° Liliana Burijovich |
| LVI     | 2003 | Villa Carlos Paz(Córdoba)              | Liliana Burijovich              | 2° Laura Herrera |
| LVII    | 2004 |                                        | Carolina Luján                  | 2° Sandra Malajovich |
| LVIII   | 2005 | Sierra de la Ventana (Buenos Aires)    | Marisa Zuriel                   | 2° María Belen Sarquis |
| LIX     | 2006 | Villa Martelli(Buenos Aires)           | Carolina Luján                  | 2° Liliana Burijovich |
| LX      | 2007 | Buenos Aires                           | María de los Ángeles Plazaola   | 2° Sandra Malajovich |
| LXI     | 2008 | Buenos Aires                           | María de los Ángeles Plazaola   | 2° Stephanie Amed |
| LXII    | 2009 | Puan (Buenos Aires)                    | María Florencia Fernández       | 2° Ayelén Martínez |
| LXIII   | 2010 | Buenos Aires                           | María de los Ángeles Plazaola   | 2° Marisa Zuriel |
| LXIV    | 2011 | Buenos Aires                           | Ayelén Martínez                 | 2° María de los Angeles Plazaola                                                                                                 |
| LXV     | 2012 | Villa Martelli(Buenos Aires)           | Marisa Zuriel                   | 2° Ayelén Martínez |
| LXVI    | 2013 | Estancia Grande (San Luis)             | María Florencia Fernández       | 2° Carolina Luján |
| LXVII   | 2014 | Villa Martelli (Buenos Aires)          | Claudia Amura                   | 2° María Florencia Fernández |
| LXVIII  | 2015 | Buenos Aires                           | Carolina Luján                  | 2° Claudia Amura |
| LXIX    | 2016 | Villa Martelli (Buenos Aires)          | Ayelén Martínez                 | 2° Claudia Amura |
| LXX     | 2017 | Buenos Aires                           | María Florencia Fernández       | 2° Ayelén Martínez |
| LXXI    | 2018 | Ushuaia (Tierra del Fuego)             | María Florencia Fernández       | 2° Ayelén Martínez |
| LXXII   | 2019 | Buenos Aires                           | Anapaola Borda                  | |
| LXXIII  | 2022 | La Punta (San Luis)                    | María Florencia Fernández       | 2° Candela Francisco Guecamburu                                                                                                  |
| LXXIV   | 2023 | Buenos Aires                           | María José Campos               | 2° Milagros Tatiana Brizzi |
| LXXV    | 2024 | Vicente López (Buenos Aires)           | Ernestina Adam                  | 2° María José Campos |

## Tabla del Campeonato de Argentina individual juvenil
| Ed.    | Año  | Sede                                      | Campeón            | Subcampeón                | Tercero               |
| ------ | ---- | ----------------------------------------- | ------------------ | ------------------------- | --------------------- |
| I      | 1951 | Buenos Aires                              | Raúl Cruz          | Oscar Panno               | José Steinberg        |
| II     | 1953 | Buenos Aires                              | Oscar Panno        | Horacio Albert            | Oscar Molteni         |
| III    | 1954 | Buenos Aires                              | Samuel Schweber    | Horacio Albert            | Raimundo García       |
| IV     | 1955 | Río Hondo (S.del Estero)                  | Eduardo Hualpa     | Jorge de Gourville        |                       |
| V      | 1957 | No se jugó la Final.                      |                    |                           |                       |
| VI     | 1958 | San Nicolás (Bs.As.)                      | Carlos Bielicki    | Mario Rubin               | Eduardo Figueroa      |
| VII    | 1959 | Azul (Bs.As.)                             | Eduardo Scanavino  | Enrique Hertz             | Raúl Gallo            |
| VIII   | 1960 | Olavarría (Bs.As.)                        | Eduardo Scanavino  | Jorge Rubinetti           | Horacio García        |
| IX     | 1961 | Termas de Rio Hondo (Santiago del Estero) | Jorge Rubinetti    | Horacio García            | Claudio Amado         |
| X      | 1962 | Chapadmalal (Bs.As.)                      | Claudio Amado      | Luis Barea                | Jorge Rubinetti       |
| XI     | 1963 | Buenos Aires                              | Víctor Brond       | Leandro Travaglio         | Jorge Rubinetti       |
| XII    | 1964 | San Nicolás (Bs.As.)                      | Luis Bronstein     | Jorge Dubin               | Miguel Quinteros      |
| XIII   | 1965 | Rosario (Santa Fe)                        | Victor Brond       | Norberto López            | Aníbal Aparicio       |
| XIV    | 1966 | Mar del Plata (Bs.As.)                    | Víctor Brond       | Juan Hase                 | Miguel Quinteros      |
| XV     | 1967 | Zárate (Bs.As.)                           | Daniel Behrensen   | Carlos García Palermo     | Diego Oliva           |
| XVI    | 1968 | Mercedes (Bs.As.)                         | Carlos Sumiacher   | Mario Leskovar            | Mario Masola          |
| XVII   | 1969 | Paraná (Entre Ríos)                       | Carlos Adad        | Aldo Seidler              | Alberto Maltz         |
| XVIII  | 1970 | La Plata (Bs.As.)                         | Luis Biancalana    | Raimundo Sabao            | Carlos García Palermo |
| XIX    | 1971 | Chapadmalal (Bs.As.)                      | Aldo Seidler       | Sergio Giardelli          | Carlos García Palermo |
| XX     | 1972 | Marcos Juárez (Córdoba)                   | Sergio Giardelli   | Carlos Alejandro Martínez | Horacio Volman        |
| XXI    | 1973 | Gualeguaychú (Entre Ríos)                 | Sergio Giardelli   | Carlos Alejandro Martínez | Daniel Cámpora        |
| XXII   | 1974 | Bahía Blanca (Bs.As.)                     | Dardo Sergio Botto | Jorge Gómez Baillo        | Miguel Bernat         |
| XXIII  | 1975 | Buenos Aires                              | Daniel Cámpora     | Sergio Negri              | Fernando Braga        |
| XXIV   | 1976 | San Miguel de Tucumán                     | Miguel Bernat      | Marcelo Ibar              | Fernando Braga        |
| XXV    | 1977 | Pehuajó (Bs.As.)                          | Gerardo Barbero    | Raúl Monier               | Marcelo Ibar          |
| XXVI   | 1978 | Chacabuco (Bs.As.)                        | Gerardo Barbero    | Guillermo Soppe           | Andrés Zukerfeld      |
| XXVII  | 1979 | Chacabuco (Bs.As.)                        | Daniel Tovillas    | Rodolfo Garbarino         | Gerardo Barbero       |
| XXVIII | 1980 | Monte Grande (Bs.As.)                     | Carlos Grushka     | Rodolfo Garbarino         | Miguel Ballícora      |
| XXIX   | 1981 | Chacabuco (Bs.As.)                        | Marcelo Tempone    | Sergio Macagno            | Fabian Moscovich      |
| XXX    | 1982 | San Pedro (Jujuy)                         | Tomás Darcyl       | Sergio Bracchi            | Sergio Slipak         |
| XXXI   | 1983 | La Falda (Córdoba)                        | Tomás Darcyl       | Pablo Bonaldi             | Sergio Slipak         |
| XXXII  | 1984 | Santa Fe                                  | Roberto Serval     | Mariano Grynszpan         | Carlos Boissonnet     |
| XXXIII | 1985 | Villa La Angostura(Neuquén)               | Roberto Servat     | Alejandro Hoffman         | Carlos Boissonnet     |
| XXXIV  | 1986 | Salta                                     | Ariel Sorín        | Roberto Servat            | Damián Rappa          |
| XXXV   | 1987 | Merlo (Bs.As.)                            | Diego Adla         | Pablo Glavina             | Jorge Sánchez Almeyda |

## Tabla del Campeonato de Argentina por equipos
| Edición | Año  | Sede                            | Campeón                  |
| ------- | ---- | ------------------------------- | ------------------------ |
| I       | 1936 | Buenos Aires                    | Capital Federal          |
| II      | 1937 | Buenos Aires                    | Capital Federal          |
| III     | 1938 | Buenos Aires                    | Federación Platense      |
| IV      | 1940 | Buenos Aires                    | Capital Federal          |
| V       | 1941 | Paraná (Entre Ríos)             | Capital Federal          |
| VI      | 1943 | San Francisco (Córdoba)         | Capital Federal          |
| VII     | 1944 | Rafaela (Santa Fe)              | Capital Federal          |
| VIII    | 1945 | 9 de Julio (Buenos Aires)       | Federación Platense      |
| IX      | 1950 | La Plata (Buenos Aires)         | Capital Federal          |
| X       | 1952 | Mendoza                         | Capital Federal          |
| XI      | 1955 | La Falda (Córdoba)              | Capital Federal          |
| XII     | 1958 | Río Hondo (Santiago del Estero) | Unión Cordobesa          |
| XIII    | 1959 | La Falda (Córdoba)              | Unión Cordobesa          |
| XIV     | 1960 | Río Hondo (Santiago del Estero) | Federación Metropolitana |
| XV      | 1961 | Río Hondo (Santiago del Estero) | Federación Marplatense   |
| XVI     | 1962 | Río Tercero (Córdoba)           | Federación Metropolitana |
| XVII    | 1963 | Buenos Aires                    | Federación Metropolitana |
| XVIII   | 1964 | Puerto Madryn (Chubut)          | Federación Metropolitana |
| XIX     | 1965 | Paraná (Entre Ríos)             | Unión Cordobesa          |
| XX      | 1966 | San Miguel de Tucumán           | Federación Tucumana      |
| XXI     | 1968 | Río Hondo (Santiago del Estero) | Federación Tucumana      |
| XXII    | 1969 | Río Hondo (Santiago del Estero) | Federación Tucumana      |
| XXIIII  | 1970 | La Plata (Buenos Aires)         | Federación Salteña       |
| XXIV    | 1972 | Santa Fe                        | Federación Salteña       |
| XXV     | 1973 | San Juan                        | Unión Cordobesa          |
| XXVI    | 1974 | Río Ceballos (Córdoba)          | Federaci ón Salteña      |
| XXVII   | 1975 | Pergamino (Buenos Aires)        | Federación Santafesina   |
| XXVIII  | 1977 | Rosario de la Frontera (Salta)  | Federación Salteña       |
| XXIX    | 1978 | Las Breñas (Chaco)              |                          |
| XXX     | 1980 | Buenos Aires                    | Federación Metropolitana |
| XXXI    | 1982 | Embalse (Córdoba)               | Federación Metropolitana |
| XXXII   | 1983 | Embalse (Córdoba)               | Federación Metropolitana |
| XXXIII  | 1984 | Embalse (Córdoba)               | Federación Metropolitana |
| XXXIV   | 1985 | Chapadmalal (Buenos Aires)      | Federación Metropolitana |
| XXXV    | 1987 | Chapadmalal (Buenos Aires)      | Federación Metropolitana |
| XXXVI   | 1989 | Posadas (misiones)              | Federación Metropolitana |
| XXXVII  | 1992 | Salta                           | Federación Metropolitana |